# Kevin Can Wait
Kevin Can Wait (Kevin puede esperar en España) es una serie de televisión estadounidense protagonizada por Kevin James, emitida por la CBS entre el 19 de septiembre de 2016 y el 7 de mayo de 2018. La serie marcó el segundo papel protagónico de James en una serie de comedia, tras The King of Queens, emitida entre 1998 y 2007.
La serie presenta a James como un oficial de policía recién retirado y padre de tres hijos, casado con Donna (Erinn Hayes). A partir de la segunda temporada, el personaje de Donna fallece y la nueva protagonista de la serie es Vanessa Cellucci (Leah Remini), antigua rival de Kevin en la policía y ahora su compañera en su nueva compañía de seguridad, Monkey Fist Security. Mientras que la primera temporada se centró en la vida personal y familiar de Kevin, la segunda se refiere a su nueva profesión, su relación con Vanessa y su adaptación a la vida como padre soltero.
El 12 de mayo de 2018, la CBS canceló la serie tras 48 episodios.

## Reparto

### Principal
- Kevin James es Kevin Gable
- Erinn Hayes es Donna Gable

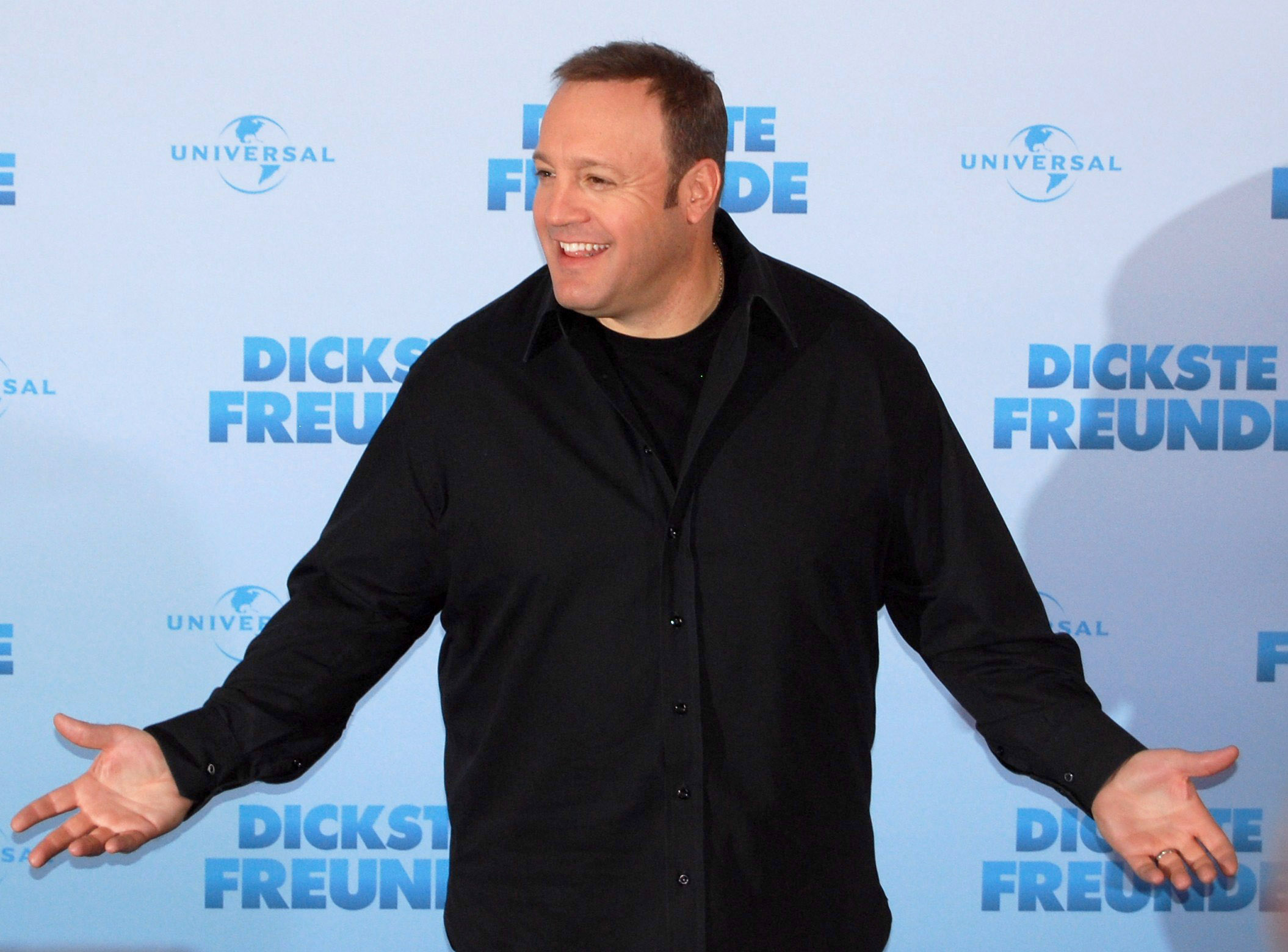
Kevin James, protagonista de la serie.

- Taylor Spreitler es Kendra Gable-Witt
- Ryan Cartwright es Chale Witt
- Mary-Charles Jones es Sara Marie Gable
- James DiGiacomo es Jack Gable
- Gary Valentine es Kyle Gable
- Leonard Earl Howze es Tyrone "Goody" Goodman
- Lenny Venito es Duffy
- Christopher Brian Roach es Mott
- Leah Remini es Vanessa Cellucci

### Recurrentes
- Bas Rutten es Rootger Vandekamp
- Jim Breuer es Philip
- Joe Starr es Enzo
- Saidah Arrika Ekulona es Didi
- Chris Weidman es Nick Dawson

### Estrellas invitadas
- Ray Romano es Vic Margolis
- Adam Sandler es Jimmy
- Billy Joel es él mismo
- Harry Connick Jr. es él mismo
- Chazz Palminteri es Vincent Cellucci
- Loni Love es Yvette
- Florencia Lozano es Wendy
- Ralph Macchio es Alviti
- Chris Rock as Dennis
- Eduardo Verástegui es Alejandro